# Olonkinbyen
Olonkinbyen (engelsk: Olonkin City, hollandsk: Olonkinstad) er en bebyggelse på den norske ø Jan Mayen. 
Olonkinbyen ligger på østkysten ved Trollsletta i den sydlige del af Jan Mayen (Sør-Jan) og blev åbnet i 1962.
Olonkinbyen huser det personale, der opererer en vejrstation og en radiostation. I øjeblikket er der 18 indbyggere, der Olonkinbyen udgør hele øens befolkning, hvilket gør den de facto til hovedstad for Jan Mayen, men i virkeligheden er der ingen sådan. Mandskabet i bosætningen tjenestgør i 6 måneder ad gangen. Bosætningen genererer sin egen elektriske strøm via tre generatorer. Personalet betjener de norske væbnede styrkers Loran-C-station (en radiostation i LORAN-navigationssystemet, LOng Range Aid to Navigation) og Norsk Meteorologisk institutts forskningsstation . Begge stationer ligger nogle kilometer fra Olonkinbyen.

## Navnet
Navnet Olonkinbyen har bebyggelsen efter den russisk-norske Gennadij Nikititsj Olonkin, der tjente på øen i årene 1928-1929, 1930-1931, 1933-1934 og 1935-1936 .

## Klima
| Vejr for Olonkinbyen    | Vejr for Olonkinbyen | Vejr for Olonkinbyen | Vejr for Olonkinbyen | Vejr for Olonkinbyen | Vejr for Olonkinbyen | Vejr for Olonkinbyen | Vejr for Olonkinbyen | Vejr for Olonkinbyen | Vejr for Olonkinbyen | Vejr for Olonkinbyen | Vejr for Olonkinbyen | Vejr for Olonkinbyen | Vejr for Olonkinbyen |
|                         | Jan                  | Feb                  | Mar                  | Apr                  | Maj                  | Jun                  | Jul                  | Aug                  | Sep                  | Okt                  | Nov                  | Dec                  | År                   |
| ----------------------- | -------------------- | -------------------- | -------------------- | -------------------- | -------------------- | -------------------- | -------------------- | -------------------- | -------------------- | -------------------- | -------------------- | -------------------- | -------------------- |
| Gennemsnitlig maks °C   | −5                   | −5                   | −5                   | −3                   | 0                    | 3                    | 5                    | 5                    | 3                    | 1                    | −2                   | −4                   | −1                   |
| Gennemsnitlig min °C    | −10                  | −11                  | −11                  | −9                   | −5                   | −2                   | 0                    | 1                    | −1                   | −4                   | −7                   | −9                   | −6                   |
| Gennemsnitlig nedbør cm | 7,6                  | 5,1                  | 7,6                  | 5,1                  | 5,1                  | 5,1                  | 5,1                  | 7,6                  | 7,6                  | 10                   | 7,6                  | 7,6                  | 81,1                 |
| Kilde:                  |                      |                      |                      |                      |                      |                      |                      |                      |                      |                      |                      |                      |                      |